# 国鉄タキ23800形貨車
国鉄タキ23800形貨車（こくてつタキ23800がたかしゃ）は、かつて日本国有鉄道（国鉄）及び1987年（昭和62年）4月の国鉄分割民営化後は日本貨物鉄道（JR貨物）に在籍した私有貨車（タンク車）である。

## 概要
本形式は、ラテックス専用の35t 積タンク車として1972年（昭和47年）から1991年（平成3年）にかけて12ロット34両（タキ23800 - タキ23833）が、日本車輌製造、富士重工業の2社で製作された。この内3両（タキ23819 - タキ23821）は、1989年（平成元年）にタキ24400形（タキ24400 - タキ24402）から富士重工業にて改造のうえ本形式に編入された。
系列的にはタキ35000形からの派生車4両（タキ23800 - タキ23803）、タキ38000形からの派生車27両（タキ23804 - タキ23818, タキ23822 - タキ23833）、タキ24400形からの改造車の3つに大別でき、更に35系、38系は夫々2つに分けられる。
落成時の所有者は、住友ノーガタック、日本石油輸送、日本陸運産業の3社であり、その各々の主な常備駅は、三重県の南四日市駅、予讃線の新居浜駅、福島県の郡山駅、鹿島臨海鉄道鹿島臨港線の神栖駅である。
1973年（昭和48年）11月6日に住友所有車3両（タキ23800 - タキ23802）が日本石油輸送へ名義変更された。
1979年（昭和54年）10月より化成品分類番号が制定されたが、本形式の専用種別であるラテックスは無害・不燃性の物質であるため、化成品分類番号は標記されなかった。
タンク体材質は、ステンレス鋼 (SUS304) 製であり、同じくステンレス鋼製の外板（キセ）を装備している。
荷役方式は、タンク上部の液入管からの上入れ、吐出管を用いた下出し方式である。
全長は12,430mm、全幅は2,720mm、全高は3,845mm、台車中心間距離は8,250mm、実容積は37.2m3、自重は17.8t、換算両数は積車5.5、空車1.8である。
1987年（昭和62年）4月の国鉄分割民営化時には19両の車籍がJR貨物に継承されたが、2001年（平成13年）度から廃車が始まり、2008年（平成20年）度に最後まで在籍した7両（タキ23827 - タキ23833）が廃車となり同時に形式消滅となった。

### 年度別製造数
各年度による製造会社と両数、所有者は次のとおりである。（所有者は落成時の社名）
- 昭和47年度 - 3両
  - 日本車輌製造 3両 住友ノーガタック（タキ23800 - タキ23802）
- 昭和51年度 - 1両
  - 富士重工業 1両 日本石油輸送（タキ23803）
- 昭和52年度 - 1両
  - 日本車輌製造 1両 日本石油輸送（タキ23804）
- 昭和54年度 - 9両
  - 富士重工業 3両 日本石油輸送（タキ23805 - タキ23807）
  - 日本車輌製造 4両 日本石油輸送（タキ23808 - タキ23811）
  - 富士重工業 2両 日本石油輸送（タキ23812 - タキ23813）
- 昭和55年度 - 3両
  - 日本車輌製造 2両 日本石油輸送（タキ23814 - タキ23815）
  - 富士重工業 3両 日本石油輸送（タキ23816 - タキ23818）
- 平成元年度 - 3両
  - 富士重工業（改造所） 3両 日本陸運産業（タキ24400 - タキ24402→タキ23819 - タキ23821）
- 平成2年度 - 5両
  - 富士重工業 5両 日本石油輸送（タキ23822 - タキ23826）
- 平成3年度 - 7両
  - 富士重工業 4両 日本石油輸送（タキ23827 - タキ23830）
  - 日本車輌製造 3両 日本石油輸送（タキ23831 - タキ23833）